# Mulheres no Tajiquistão

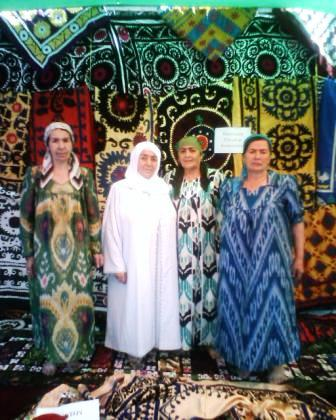
Mulheres tajiques.

As mulheres no Tajiquistão referem-se aquelas mulheres naturais, residentes ou de nacionalidade tajique. O Tajiquistão é um país da Ásia Central, com uma população formada em grande parte de tajiques (84,3%), com uma minoria uzbeque significativa de 13,8%, e um número menor de quirguizes, russos, turcomanos, tártaros e árabes. O Tajiquistão é um dos estados mais pobres da antiga esfera soviética. É um país predominantemente rural e agrícola. Em 2015, apenas 26,8% do total da população vivia em áreas urbanas. O país passou por um período muito turbulento na década de 1990, após a queda da União Soviética, com a guerra civil entre 1992 e 1997 que danificou seriamente sua economia já enfraquecida. Cerca de 90% da população é muçulmana, com a maioria deles praticando o Islã sunita.
As mulheres no Tajiquistão, embora vivendo em uma sociedade fortemente patriarcal, têm um alto índice de alfabetização (99,7%) conforme dados de 2015. Embora o uso de anticoncepcionais modernos seja baixo (27,9% em 2012), a taxa de fecundidade total é de apenas 2.71 crianças nascidas para cada mulher, conforme estimativas de 2015.

## História

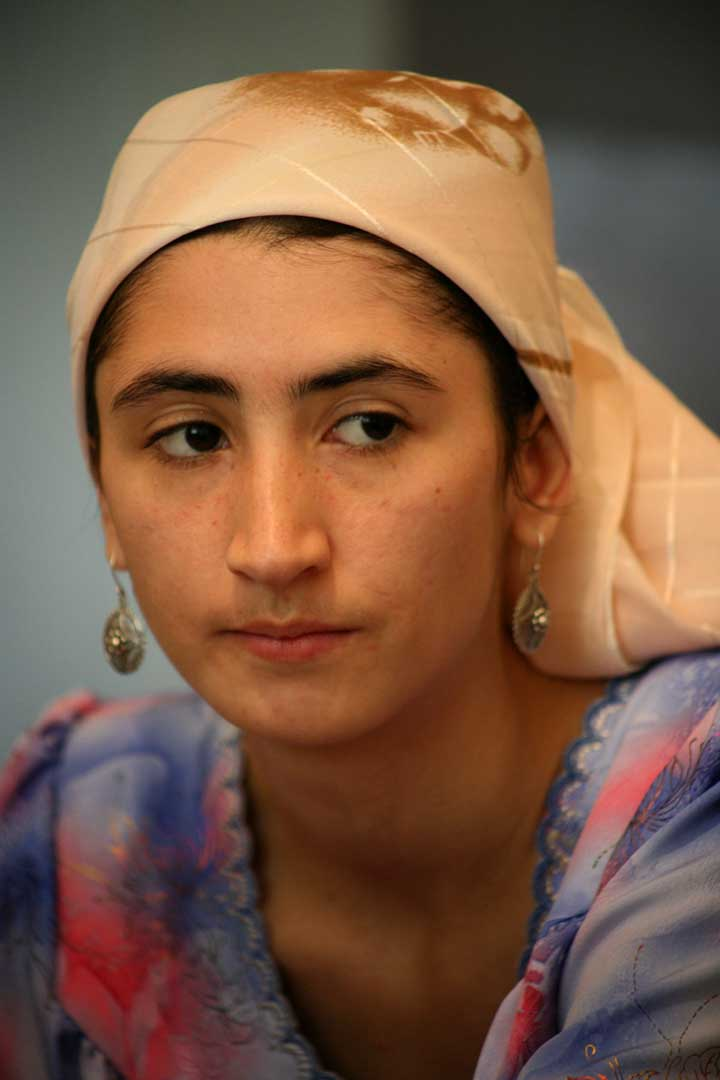
Uma jovem do Tajiquistão em 2007.

A era Soviética viu a implementação de políticas destinadas a transformar o status das mulheres da sociedade tajique. Durante a década de 1930, as autoridades soviéticas lançaram uma campanha pela igualdade das mulheres no Tajiquistão, como fizeram com outros países da Ásia Central. Eventualmente, grandes mudanças resultaram de tais programas, mas inicialmente provocaram intensa oposição da opinião pública. Por exemplo, as mulheres que apareciam em público sem o véu muçulmano tradicional eram condenadas ao ostracismo pela sociedade ou mesmo mortas por parentes por supostamente envergonhar suas famílias.
A Segunda Guerra Mundial trouxe um aumento no emprego das mulheres fora do ambiente doméstico. Com a maioria dos homens afastados de seus empregos pelas exigências da guerra, as mulheres compensaram a falta de trabalho. Embora o emprego das mulheres na indústria continuou a crescer mesmo depois da guerra, eles permaneceram uma pequena fração da força de trabalho industrial após a independência.
No início de 1980, as mulheres representavam 51% da população do Tajiquistão e 52% da força de trabalho em fazendas coletivas, além de 38% da força de trabalho industrial, 16% dos trabalhadores do transporte, 14% dos trabalhadores das comunicações e 28% dos empregados no setor de serviços. Essas estatísticas incluem mulheres de nacionalidades russo e asiáticas não-centrais, além de outras.
Em algumas partes rurais da república, cerca de metade das mulheres não estavam empregadas fora do ambiente doméstico, em meados da década de 1980. Na era soviética tardia, o subemprego feminino era uma questão política importante no Tajiquistão porque estava ligada à campanha de propaganda soviética retratando o Islã como uma influência regressiva na sociedade. Alguns argumentam que a questão do emprego feminino foi mais complicada do que foi indicado pela propaganda soviética. Muitas mulheres permaneceram em atividades do lar, não só por causa das atitudes tradicionais sobre o papel das mulheres, mas também porque muitas não tinham formação profissional e poucas instalações de cuidados infantis estavam disponíveis. Até o final da década de 1980, pré-escolas do Tajiquistão acomodavam 16,5% das crianças em idade adequadas e 2,4% das crianças rurais.

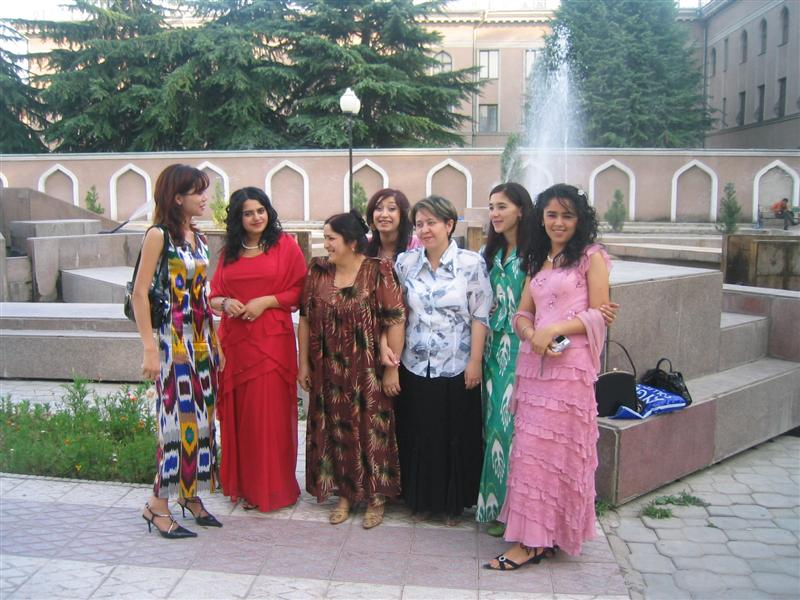
Mulheres de Dushanbe

Apesar de tudo isto, as mulheres estavam fortemente agrupadas na força de trabalho em determinadas áreas da agricultura, especialmente a produção de algodão e algumas frutas e legumes. As mulheres estiveram sub-representadas em posições de governo e na gestão relativa às políticas públicas para o segmento feminino. O Partido Comunista do Tajiquistão, o governo - especialmente os cargos mais altos - e organizações de gestão econômicas foram em grande parte dirigidos por homens.
Nas últimas décadas do século XX, as normas sociais tajiques e a política ainda apresentavam atitudes de resistência ao lidar com a realidade social de mulheres que eram vítimas de violência doméstica ou de demissão arbitrária de suas posições de responsabilidade. No período soviético, meninas tajiques ainda comumente casavam-se enquanto menor de idade, apesar da condenação oficial dessa prática como um remanescente da mentalidade feudal da Ásia Central. Após o violento conflito da década de 1990, o que desestabilizou o país, o século XXI viu uma economia muito fraca, atormentada pelo desemprego e problemas sociais. Como resultado, um grande número de pessoas, principalmente homens que trabalham na indústria da construção ou de outros empregos pouco qualificados, deixou o país em busca de oportunidades de trabalho. Até 2009 estima-se que aproximadamente 800.000 tajiques estavam trabalhando na Rússia. Mulheres que eram deixadas pelos maridos que iam buscar trabalho no exterior, muitas vezes, experimentam a pobreza extrema, recorrendo à agricultura de subsistência. Em 2003, estimava-se que 64% dos tajiques vivia abaixo da linha da pobreza.

## Violência doméstica
A violência doméstica no Tajiquistão é muito elevada, devido aos laços tradicionais da sociedade tajique, bem como uma relutância por parte das autoridades de intervir no que é visto no Tajiquistão como um "assunto familiar privado". Quase metade das mulheres tajiques casadas foram submetidas a violência física, psicológica ou sexual por parte de seus maridos ou sogros.
A violência doméstica é muitas vezes vista como justificável pela sociedade tajique: um levantamento da UNICEF constatou que 62,4% das mulheres no Tajiquistão justificam o espancamento da esposa se a mulher sai de casa sem o marido; 68% se ela discute com ele e 47,9% se ela se recusa a ter relações sexuais com ele. Outra pesquisa também descobriu que mulheres e homens, em grande parte, concordaram que era justificável para um marido agredir uma esposa/filha que desobedeceu, saiu de casa sem permissão, não tinha preparado o jantar no tempo, ou não se importava com os filhos de maneira adequada.
Em 2013, o Tajiquistão aprovou a Lei sobre a Prevenção da Violência Doméstica, sua primeira lei contra a violência doméstica.